# Gentleman of the Bedchamber
Der Gentleman of the Bedchamber war ein wichtiger Beamter im Hofstaat des Englischen Königreichs seit dem 11. Jahrhundert. Dieser Titel wurde später auch im Königreich Großbritannien benutzt.

## Pflichten
Wichtige Aufgaben bestanden darin, den König bei privaten Mahlzeiten zu bedienen, beim Einkleiden helfen, Schlafgemach und Toilette bewachen und dem König Gesellschaft zu leisten.
Seit 1660 war das Amt des First Gentleman of the Bedchamber eng verbunden mit dem des Groom of the Stool.

## Gentlemen of the Bedchamber vonKönig Karl II.(1660–1685)
- 1650–1657 & 1661–1667 & 1667–1674: George Villiers, 2. Duke of Buckingham
- 1652–1677: William Crofts, 1. Baron Crofts
- 1660–1679: Charles Gerard, 1. Earl of Macclesfield
- 1660: Sir J. Granville
- 1660–1665: Thomas Wentworth, 5. Baron Wentworth
- 1660–1673: John Maitland, 2. Earl of Lauderdale
- 1660–1677: William Cavendish, 1. Marquess of Newcastle (Duke of Newcastle ab 1665)

- 1660–?: George Monck, 1. Duke of Albemarle
- 1660–1666: James Butler, 1. Marquess of Ormonde (Duke of Ormonde ab 1661)
- 1660–?: Mountjoy Blount, 1. Earl of Newport
- 1661–?: Charles Stewart, 3. Duke of Richmond
- 1662–1685: Henry Cavendish, Viscount Mansfield (Duke of Newcastle ab 1676)
- 1665–1681: James Howard, 3. Earl of Suffolk
- 1666–1681: Robert Montagu, Viscount Mandeville (Earl of Manchester ab 1671)
- 1666–1680: Thomas Butler, 6. Earl of Ossory
- 1667–1680: John Wilmot, 2. Earl of Rochester
- 1669–1685: Charles Sackville, Lord Buckhurst
- 1672–1683 (extra) & 1673–1682: John Sheffield, 3. Earl of Mulgrave
- 1673–?: Christopher Monck, 2. Duke of Albemarle
- 1673–1674: Lionel Cranfield, 3. Earl of Middlesex
- 1673–1674 (extra) & 1674–?: Robert Spencer, 2. Earl of Sunderland
- 1674–1685: Robert Bertie, 3. Earl of Lindsey
- 1677–?: Aubrey de Vere, 20. Earl of Oxford
- 1679–?: Richard Jones, 1. Earl of Ranelagh
- 1679–1682 (extra) & 1682–1685: James Hamilton, Earl of Arran
- 1680–?: Peregrine Osborne, Viscount Latimer
- 1680–1685: Thomas Lennard, 1. Earl of Sussex
- 1682–1685: Louis de Duras, 2. Earl of Feversham (extra)
- 1683–1685: Edward Lee, 1. Earl of Lichfield
- 1685: Thomas Bruce, Lord Bruce

## Gentlemen of the Bedchamber vonJakob, Duke of York, später König Jakob II.(1685–1688)
- 1673–?: John Churchill, 1. Baron Churchill
- 1685–1687: Charles Seymour, 6. Duke of Somerset
- 1685–1688: Thomas Bruce, 2. Earl of Ailesbury
- 1685–1688: Edward Lee, 1. Earl of Lichfield
- 1685–1688: Henry Somerset, 1. Duke of Beaufort
- 1685–1688: James Butler, Earl of Ossory
- 1685–?: John Sheffield, 3. Earl of Mulgrave
- 1685–1688: Louis de Duras, 2. Earl of Feversham
- 1687–1688: George Douglas, 1. Earl of Dunbarton
- 1688: George FitzRoy, 1. Duke of Northumberland
- 1688: James Cecil, 4. Earl of Salisbury

## Gentlemen of the Bedchamber vonKönig Wilhelm III.(1689–1702)
- 1689–1697: Charles Mordaunt, 1. Earl of Monmouth
- 1689–1699: James Butler, 2. Duke of Ormonde
- 1689–?: Hon. H. Sydney
- 1689–?: Aubrey de Vere, 20. Earl of Oxford
- 1689–?: John Churchill, 1. Baron Churchill
- 1689–?: Richard Lumley, 2. Viscount Lumley (Earl of Scarbrough ab 1690)
- 1689–1700: Henry Sydney, 1. Earl of Romney
- 1689–?: John Holles, 4. Earl of Clare
- 1689–?: James Douglas, Earl of Drumlanrig
- 1689–1702: Charles Douglas, 2. Earl of Selkirk
- 1691–1702: Algernon Capell, 2. Earl of Essex
- 1692–1693: Charles Granville, Viscount Granville
- 1692–1702: Robert Sutton, 2. Baron Lexinton
- 1697–1702: Charles Boyle, 4. Viscount Dungarvan (Earl of Cork and Burlington ab 1698)
- 1699–1702: Charles Butler, 1. Earl of Arran
- 1699–1702: James Hamilton, 4. Duke of Hamilton
- 1700–1702: Charles Howard, 3. Earl of Carlisle
- 1701–1702: Wriothesley Russell, 2. Duke of Bedford
- 1701–1702: Arnold van Keppel, 1. Earl of Albemarle

## Gentlemen of the Bedchamber vonPrinz Georg von Dänemark und Norwegen(1702–1708)
- 1703–1705: Scroop Egerton, 4, Earl of Bridgwater
- 1704–?: Thomas Fane, 6, Earl of Westmorland
- 1706–1708: Thomas Howard, 6, Baron Howard of Effingham
- 1708: Henry Clinton, 7, Earl of Lincoln
- ?–?: Archibald Primrose, 1, Earl of Rosebery

## Gentlemen of the Bedchamber vonKönig Georg I.(1714–1727)
- 1714–1716: Henry Grey, 1. Duke of Kent
- 1714–1716: Charles Boyle, 4. Earl of Orrery
- 1714–1717: Charles FitzRoy, 2. Duke of Grafton
- 1714–1721: John Carteret, 2. Baron Carteret
- 1714–1722: Charles Montagu, 4. Earl of Manchester (Duke of Manchester ab 1719)
- 1714–1723: Charles Lennox, 1. Duke of Richmond
- 1714–1727: James Berkeley, 3. Earl of Berkeley
- 1714–1727: Henry Clinton, 7. Earl of Lincoln
- 1714–1727: John Dalrymple, 2. Earl of Stair
- 1714–1727: Charles Douglas, 2. Earl of Selkirk
- 1716–1723: Francis Godolphin, 2. Earl of Godolphin
- 1716–1727: George Hamilton, 1. Earl of Orkney
- 1717–1727: John Sidney, 6. Earl of Leicester
- 1717–1726: Henry Bentinck, 1. Duke of Portland
- 1717–1727: Henry Lowther, 3. Viscount Lonsdale
- 1719–1721: Edward Rich, 7. Earl of Warwick
- 1719–1721: Robert Darcy, 3. Earl of Holderness
- 1719–1727: Scroop Egerton, 4. Earl of Bridgwater (Duke of Bridgwater ab 1720)
- 1719–?: Peregrine Bertie, Marquess of Lindsey
- 1720–?: Charles Douglas, 3. Duke of Queensberry
- 1720–1723: Anthony Grey, Earl of Harold
- 1721–1723: James Stuart, 2. Earl of Bute
- 1721–1727: John Manners, 3. Duke of Rutland
- 1721–1727: William Montagu, 2. Duke of Manchester
- 1722–1727: Talbot Yelverton, 1. Earl of Sussex
- 1723–?: Henry Roper, 8. Baron Teynham
- 1723–1727: Charles Townshend, Lord Lynn
- 1723–?: James Waldegrave, 1. Earl Waldegrave
- 1725–?: John West, 7. Baron De La Warr
- 1726–1727: Charles Lennox, 2. Duke of Richmond
- 1727: James Hamilton, 5. Duke of Hamilton

## Gentlemen of the Bedchamber vonKönig Georg II.(1714–1760)
- 1714–1721: John Hamilton, 3. Lord Belhaven and Stenton
- 1714–1722: Charles Paulet, 3. Duke of Bolton
- 1714–1735: Henry Herbert, Lord Herbert (Earl of Pembroke ab 1733)
- 1715–1730: Philip Stanhope, 4. Earl of Chesterfield
- 1719–1736: Henry Paget, Lord Paget
- 1722–1751: Willem van Keppel, 2. Earl of Albemarle
- 1727–1730: Henry Scott, 1. Earl of Deloraine
- 1727–?: William Capell, 3. Earl of Essex
- 1727–1733: James Hamilton, 5. Duke of Hamilton
- 1727–1739: Charles Douglas, 2. Earl of Selkirk
- 1727–?: Lord William Manners
- 1727–?: Hugh Fortescue, 14. Baron Clinton
- 1727–?: James Waldegrave, 1. Earl Waldegrave
- 1731–1752: John Murray, 2. Earl of Dunmore
- 1733–1755: John Poulett, 2. Earl Poulett
- 1733–1747: William Clavering-Cowper, 2. Earl Cowper
- 1735–1751: Simon Harcourt, 2. Viscount Harcourt (Earl Harcourt ab 1749)
- 1737–?: Charles Bennet, 2. Earl of Tankerville
- 1738–1743: Charles Spencer, 3. Duke of Marlborough
- 1738–1755: William Nassau de Zuylestein, 4. Earl of Rochford
- 1738–1751: Charles Beauclerk, 2. Duke of St Albans
- 1738–1760: Thomas Belasyse, 4. Viscount Fauconberg (Earl Fauconberg ab 1756)
- 1739–1760: Robert Montagu, 3. Duke of Manchester
- 1741–1751: Robert Darcy, 4. Earl of Holderness
- 1741–?: Evelyn Pierrepont, 2. Duke of Kingston upon Hull
- 1743–1752: James Waldegrave, 2. Earl Waldegrave
- 1743–1760: Henry Clinton, 9. Earl of Lincoln
- 1748–1760: John Ashburnham, 2. Earl of Ashburnham
- 1751–1760: Francis Seymour-Conway, 1. Earl of Hertford
- 1751–1756: William FitzWilliam, 3. Earl FitzWilliam
- 1751–1760: Charles Watson-Wentworth, 2. Marquess of Rockingham
- 1752–1760: George Coventry, 6. Earl of Coventry
- 1752–?: James Carmichael, 3. Earl of Hyndford
- 1753–1760: Hugh Percy, 1. Earl of Northumberland
- 1755–1760: Peregrine Bertie, 3. Duke of Ancaster and Kesteven
- 1755–1760: William Capell, 4. Earl of Essex
- 1755–1760: George Walpole, 3. Earl of Orford
- 1756–?: John Hobart, 2. Earl of Buckinghamshire

## Gentlemen of the Bedchamber vonFriedrich Ludwig von Hannover (Prince of Wales)(1729–1751)
- 1729–1731: John Ashburnham, 1. Earl of Ashburnham
- 1729–1742: Henry Brydges, Marquess of Carnarvon
- 1729–1730: Lord Charles Cavendish
- 1729–1751: Harry Paulet, 4. Duke of Bolton
- 1730–1733: Charles Bennet, 2. Earl of Tankerville
- 1730–1751: Francis North, 4. Baron Guilford
- 1731–1749: Charles Calvert, 5. Baron Baltimore
- 1733–1738: William Villiers, 3. Earl of Jersey
- 1738–1751: Charles Douglas, 3. Duke of Queensberry
- 1742–1743: George Montagu-Dunk, 2. Earl of Halifax
- 1742–1745: Edward Bligh, 2. Earl of Darnley
- 1744–1751: William O’Brien, 4. Earl of Inchiquin
- 1747–1750: Arthur St Leger, 3. Viscount Doneraile
- 1748–1751: John Perceval, 2. Earl of Egmont
- 1749–1751: Lord Robert Manners-Sutton
- 1750–1751: John Stuart, 3. Earl of Bute

## Bezüge zu Frankreich
Der Ausdruck Gentleman of the Bedchamber heißt auf Französisch Gentilhomme de la Chambre. Dieser übte die Pflichten und Aufgaben des Großkammerherren von Frankreich während dessen Abwesenheit vom Hofe aus. Zu diesen zählten u. a. die Überwachung der königlichen Ärzte und der Bewirtung des Königs.